# Corylomyces selenosporus
Corylomyces selenosporus är en svampart som beskrevs av Stchigel, M. Calduch & Guarro 2006. Corylomyces selenosporus ingår i släktet Corylomyces och familjen Lasiosphaeriaceae.   Inga underarter finns listade i Catalogue of Life.